# Tenagodus squamatus
Tenagodus squamatus är en snäckart som först beskrevs av de Blainville 1827.  Tenagodus squamatus ingår i släktet Tenagodus och familjen Siliquariidae. Inga underarter finns listade i Catalogue of Life.